# Kraljevi Ulice & 75 Cents

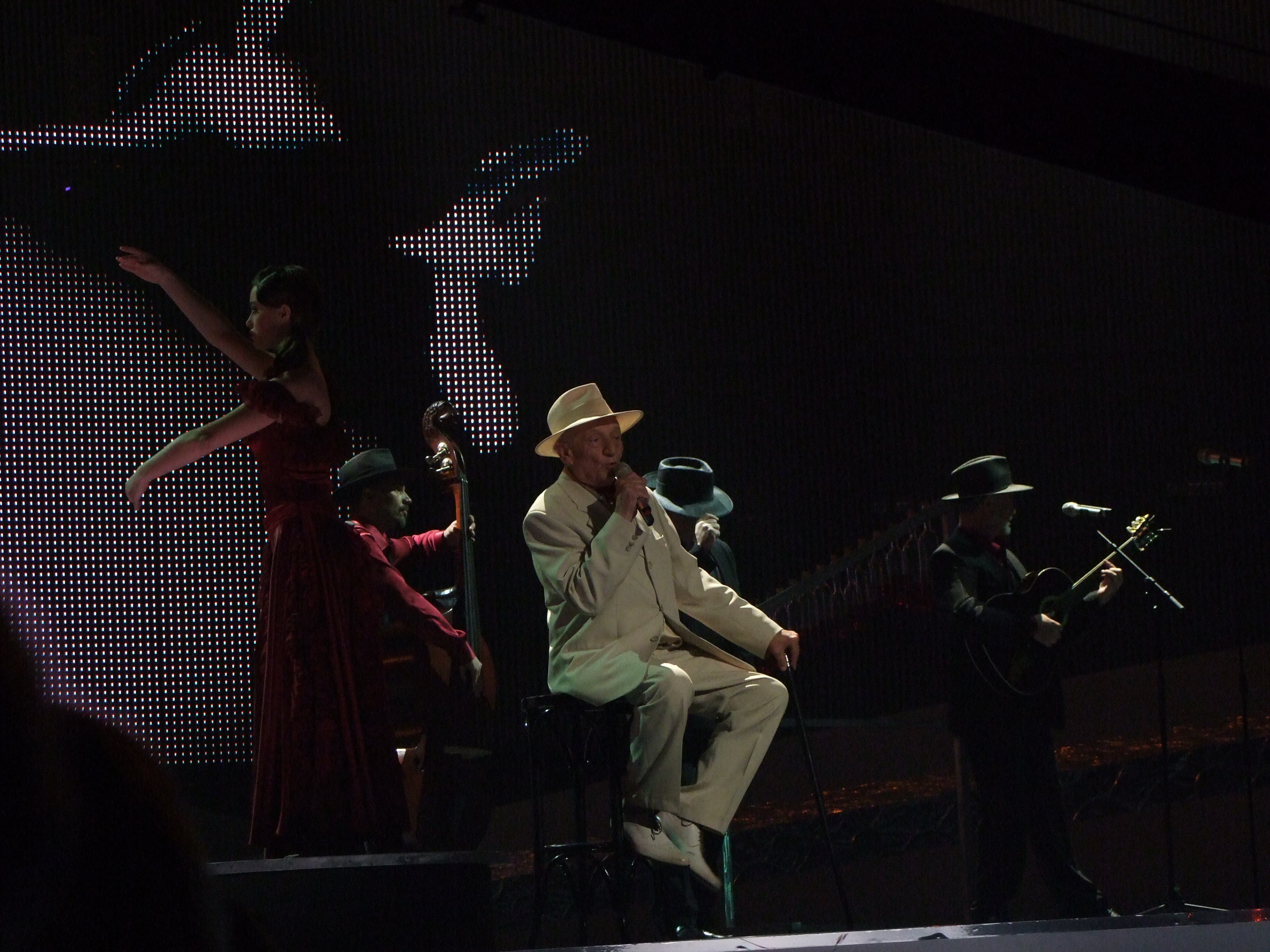
Kraljevi Ulice & 75 Cents beim Eurovision Song Contest in Belgrad

Kraljevi Ulice & 75 Cents waren die kroatischen Vertreter beim Eurovision Song Contest 2008. Mit ihrem Lied Romanca belegten sie den 21. Platz.

## Werdegang
Kraljevi Ulice (kroatisch für Könige der Straße) wurden 1987 in Zagreb von Miran Hadži Veljković (* 20. April 1958 in Zagreb) und Zlatko Petrović Pajo (* 1. Oktober 1957 in Kavadarci, heute Nordmazedonien) gegründet. Beim ESC traten sie gemeinsam mit dem Rapper 75 Cents (Ladislav Demeterffy, * 29. Januar 1933 in Zagreb; † 19. November 2010 ebenda, der Künstlername spielt auf den Rapper 50 Cent an) auf, der seit 2000 gemeinsam mit den Kraljevi Ulice auftrat und als bis dato ältester ESC-Teilnehmer galt. Diesen Rekord hielt er bis zum Eurovision Song Contest 2012, bei dem als Mitglied der russischen Gesangsgruppe Buranowskije Babuschki die damals 76-jährige Natalja Pugatschowa (* 28. November 1935) teilnahm. Ebenfalls 2012 ging der Rekord für den ältesten teilnehmenden Mann an den damals 76-jährigen britischen Gesangskollegen Engelbert (* 2. Mai 1936)
Die Kraljevi Ulice treten regelmäßig in Zagreb als Straßenmusiker auf. Dabei werden sie häufig von Zoran Lovrić Zoc am Bass begleitet, 75 Cents spielte Akkordeon, Hadži spielt Geige und Pajo Gitarre.